# Хаскала
Хаскала (на иврит: השכלה, „просвещение“) е обществено движение сред евреите в Европа през XVIII-XIX век, което се застъпва за възприемане на идеите на Просвещението, за интеграция на евреите в европейското общество и за секуларизация на еврейското образование. Като основно средство за целта се извежда създаването на съвременна (в контекста на онова време) еврейска литература.